# CONTOUR
COmet Nucleus TOUR (CONTOUR) — неудавшийся космический зонд NASA программы Discovery, который взорвался вскоре после запуска в июле 2002 года. В качестве основной цели были близкие пролёты возде ядер двух комет с возможностью пролёта третьей известной кометы или ещё не обнаруженной кометы.
Две кометы, которые планировалось посетить - Энке и 73P/Швассмана — Вахмана, а третьей целью была д’Арре. Следовало надеяться, что новая комета была бы обнаружена во внутренней Солнечной системе в период между 2006 и 2008 годами, и в этом случае траектория космического корабля была бы изменена, если это возможно, на встречу с новой кометой. Научные задачи включали получение изображений ядер с разрешением до 4 метров, проведение спектрального картографирования ядер с разрешениями до 100 метров и получение подробных данных о составе газа и пыли возле ядра, с целью улучшения знаний о характеристиках кометных ядер.
После того, как 15 августа 2002 года был запущен твердотопливный ракетный двигатель, предназначенный для вывода космического корабля на солнечную орбиту, контакт с зондом восстановить не удалось. Наземные телескопы позже обнаружили три объекта вдоль спутника, что привело к предположению, что он распался. Попытки связаться с зондом были прекращены 20 декабря 2002 года. Зонд, таким образом, не выполнил ни одну из своих основных научных задач, но доказал некоторые технологии космического полёта, такие как разработанная APL техника некогереннтной навигации космического корабля, которая позднее использовалась на аппарате «Новые Горизонты».

## Космический корабль

### Проектирование и строительство
Космический аппарат CONTOUR был построен в лаборатории прикладной физики Университета Джонса Хопкинса. Аппарат имел форму восьмиугольной призмы , высотой 2,1 метра и длиной 1,8 метра, при запуске общая масса топлива составляла 398 кг, не включая 377 кг масса разгонного блока STAR 30, к которому она была прикреплена, во время фазы запуска миссии. Космический корабль был оснащен 25-см щитом для взбивания , аналогичным тому, который использовался на Stardust , на его передней поверхности, с четырьмя слоями ткани Nextel и семью слоями кевлара. Щит был построен, чтобы позволить космическому кораблю выдерживать соответствующие скорости 28.2 и 14 км/с скорости пролёты кометы Энке и Schwassmann-Wachmann-3, где космический аппарат будет подвергнут многочисленным частиц выброса из ядер из кометы. Хотя ученые миссии предсказывали, что во время пролётов рядом с Энке и Швассманом-Вахманном-3 космический корабль не получит значительного урона, щит и его прототипы были энергично испытаны во время строительства космического корабля, в том числе тот, где был прототипом щита. с суррогатными частицами нейлона. Результаты предыдущих испытаний позволили планировщикам миссий определить безопасное расстояние, с которого CONTOUR должен был пролететь мимо комет. Три из четырех научных приборов на борту космического корабля встроены в этот тепловой экран.

### Космические подсистемы

#### Мощность
Питание для CONTOUR питается от солнечных батарей , которые устанавливаются на космический корабль, установленные на боковые и задние части и генерируют до 670 Вт мощности. Никель-кадмиевые батареи рассчитаны на девять ампер-часов , также был установлен на борту космического аппарата в том случае, если система солнечных батарей не будет работать , или не обеспечивает достаточной мощности для космического аппарата или его инструментов к функции.

### Научная полезная нагрузка
- CIDA - Comet Impact Dust Analyzer
- CRISP - The CONTOUR Remote Imager/Spectrograph
- CAI - The CONTOUR Aft Imager (CAI), also known as the CONTOUR Forward Imager
- NGIMS - Neutral Gas Ion Mass Spectrometer

## Миссия
CONTOUR был запущен на Delta 7425 ( ракета-носитель Delta II Lite с четырьмя твердотельными ракетными ускорителями и третьей ступенью Star 27) 3 июля 2002 года в 6:47:41 UT (2:47:41 EDT) с базы ВВС на мысе Канаверал. Он был запущен на высокоапогейную земную орбиту с периодом 5,5 дней. После серии манёвров твердотопливный ракетный двигатель Star 30 был использован 15 августа 2002 года для выполнения маневра выведения CONTOUR на нужную траекторию для пролёта Земли 15 августа 2003 года, после чего бы произошёл пролёт рядом с кометой Энке 12 ноября 2003 г. на расстоянии от 100 до 160 км и скорости полёта 28,2 км/с, в 1,07 а.е. от Солнца и 0,27 а.е. от Земли. Во время маневра в августе 2002 года зонд был потерян.
Последовали бы ещё три пролёта мимо Земли: 14 августа 2004 года, 10 февраля 2005 года и 10 февраля 2006 года. 18 июня 2006 года CONTOUR достиг бы кометы Швассманна-Вахманна-3 на скорости 14 км/с в 0,95 а.е. от Солнца и 0,33 а.е. от Земли. В феврале 2007 и 2008 годов были запланированы ещё два пролёта возле Земли, и 16 августа 2008 года мог произойти облёт кометы д'Арреса с относительной скоростью 11,8 км/с в 1,35 а.е. от Солнца и 0,36 а.е. от Земли. Все пролёты имели бы самое близкое расстояние около 100 км и имели бы место вблизи периода максимальной активности для каждой кометы. После пролёта кометы Энке CONTOUR мог бы быть перенаправлен на новую комету, если бы она была обнаружена с желаемыми характеристиками (например, активная, ярче абсолютной величины 10, перигелий в пределах 1,5 а.е.).

## Расследование неудачи
Согласно NASA: «Исследовательская комиссия пришла к выводу, что наиболее вероятной причиной аварии был структурный отказ космического корабля из-за нагрева шлейфа во время горения твердотопливного двигателя. Альтернативными возможными, но менее вероятными причинами были катастрофический отказ твердотопливного двигателя ракеты. , столкновение с космическим мусором и потеря динамического контроля космического корабля ".

## Предложение замены
После потери CONTOUR был предложен запасной космический корабль - CONTOUR 2, запуск которого намечен на 2006 год. Однако в конечном итоге замена не состоялась.